# Água Santa (bairro)
Água Santa é um bairro predominantemente residencial, localizado na Zona Norte do município do Rio de Janeiro, e limítrofe com Jacarepaguá, Freguesia, Piedade, Encantado e Engenho de Dentro. No bairro, está localizada uma parte da Serra dos Pretos-Forros.

## História
O nome do bairro Água Santa tem sua origem a partir da descoberta, no ano de 1888, da segunda fonte hidromineral do estado do Rio de Janeiro.
Domingos Camões, responsável pela descoberta, era um escravo recém alforriado que a partir de 1909 iniciou o engarrafamento desta água, feito artesanalmente e utilizando embalagens de vinho de 5 litros. Essas garrafas eram transportadas em lombo de burros e entregues de porta em porta aos moradores da região.
Aos poucos essa fonte d’água conhecida nos arredores como “Água Santa” passa a designar o próprio nome do bairro: Água Santa.
Em 1914, surgiu a empresa de Águas Santa Cruz Ltda., que se mantém até os dias atuais, no bairro Água Santa, que perpetua o nome da fonte.
Segundo o Decreto N° 5.280 de 23 de agosto de 1985 e publicado no Diário Oficial do Estado do Rio de Janeiro – Municipalidades de 25 de agosto de 1985, o bairro limita-se do: "entroncamento da Rua Borja Reis com a Rua Paraná, seguindo por esta (excluída) até a Rua Fontoura Chaves; por esta (incluída) até a Rua Torres de Oliveira; por esta (excluída) até o seu final; daí, subindo pela vertente em direção sudoeste, até o ponto culminante do Morro do Careca (cota 334m); deste ponto, descendo e subindo a vertente da Serra dos Pretos Forros em direção sudeste, passando pelo entroncamento da Estrada da Covanca (excluída) com a Estrada Paulo de Medeiros (incluída) (cota 233m), até o ponto de cota 402m; deste ponto, pela cumeada, em direção leste passando pelos pontos de cota 393m, 463m, 467m, 446m, 456m e 434m, até o ponto de cota 413m; deste ponto, descendo a vertente em linha reta, até o final da Rua Dois de Fevereiro; por esta (incluída) ate a Rua Borja Reis; por esta (incluída) ao ponto de partida."

## Características
O bairro de Água Santa esta subordinado à região administrativa do Méier sendo comandada pela Subprefeitura do Grande Méier. A área total é de 242,62 hectares.
Dentro dos limites do bairro está localizada uma boa parte da Área de Proteção Ambiental (APA) do Varzea Country Club criada pelo Decreto municipal 9.952/91 de 7 de janeiro de 1991. Uma área de 10,3 hectares de Mata Atlântica (submontana).
Em 7 de junho de 2000 foi promulgada pela Câmara Municipal do Rio de Janeiro a Lei n.º 3.035/2000 que prevê a criação do Parque Ecológico da Água Santa.
A população de residentes que no ano 2000 era de 7.243, em 2010 passou para 8.756 habitantes, ou seja, um aumento de 20,88% na população do bairro em 10 anos.(dados: Prefeitura do Rio de Janeiro)
Segundo dados do Índice de Desenvolvimento Humano Municipal (IDHM) de 2000 o bairro possui um IDH de 0,877 posicionando-o em 35° lugar no ranking dos bairros do Rio de Janeiro.
Ainda de acordo com o IDH 2000 a taxa de alfabetização entre adultos é de 97,48% e a esperança de vida ao nascer de 76 anos.
O bairro sofre com o processo de favelização  que ainda se apresenta de  forma moderada. São  áreas consideradas como favelas de acordo com o IBGE o Complexo de favelas do 18 (Engenheiro Clovis Daudt, Fazendinha, travessa soares pereira, Granja, Paulo de Medeiros, Serra do Padilha e Várzea que estão localizadas dentro dos limites do bairro; e Beco do Vitorino, Cardoso de Mesquita e Travessa Bernardo, situadas entre o bairro da Agua Santa e Encantado). A área da serra dos Pretos Forros também esta sujeita ao processo de favelizaçao como o observado, por exemplo, nas áreas próximas ao Clube Várzea.
O Presídio Ary Franco, inaugurado em 1974, não chegou a ser um empecilho para o progresso do bairro, apesar de haver eventuais fugas de detentos. Foi neste presidio que esteve sob detenção o conhecido cantor de pagode Belo.
O bairro conta com uma escola da rede publica municipal, a Escola Municipal Brigadeiro Faria Lima localizada na rua Violeta ao lado do presido Ary Franco e o Espaço de Desenvolvimento Infantil Escultora Lygia Clark, na Travessa Soares Pereira conhecida por ser uma localidade dominada pelo trafico de drogas, próximo ao condomínio Recanto do Sol. Em área próxima, no bairro vizinho da Piedade, estão as Escolas Municipais: Virgilio de Melo Franco, na rua Engenheiro Clovis Daudt e Republica de El Salvador, na rua Almeida Nogueira.
No mês de junho, é realizada a Festa de Santo Antônio na igreja em homenagem ao padroeiro. Na ocasião é possível saborear comidas típicas portuguesas. Além disso há a tradicional procissão que percorre as ruas do bairro.
A Água Santa também já foi moradia de personagens ilustres da nossa cultura como as cantoras Alaíde Costa e Elza Soares. Esta, em entrevista à atriz e entrevistadora Regina Casé, revelou em 2006, no programa Minha Periferia, um pouco da sua vida no bairro.